# Columbia University Graduate School of Journalism
La Columbia University Graduate School of Journalism è una scuola professionale della Columbia University. Offre tre corsi di laurea: Master of Science in giornalismo (a tempo pieno o part-time), Master of Arts in giornalismo e un Ph.D. nel settore delle comunicazioni. La scuola, fondata da Joseph Pulitzer, si trova nel campus di Morningside Heights della Columbia University.